# Matthew Glave
Matthew Glave (* 19. August 1963 in Saginaw, Michigan) ist ein US-amerikanischer Schauspieler.

## Leben
Glave wurde in der Kampfkunst Soo Bahk Do Moo Duk Kwan ausgebildet.
1991 hatte er seine ersten beiden Fernsehauftritte mit The Heroes of Desert Storm und Babe Ruth. Matthew Glave hatte bisher mehrere Gastauftritte in bekannte Serien. So wirkte er zum Beispiel in Episoden von Akte X, Picket Fences – Tatort Gartenzaun und CSI: Den Tätern auf der Spur mit. In Emergency Room – Die Notaufnahme spielte er den in 15 Episoden wiederkehrenden Charakter Dr. Dale Edson.
Bei Fans der Fernsehserie Stargate – Kommando SG-1 machte er in der Rolle des Col. Emerson, Kommandant der Odyssee, auf sich aufmerksam.
Zudem spielte er auch in einigen Filmen Nebenrollen. Zuletzt war er neben Anne Hathaway und Steve Carell in der Agentenkomödie Get Smart im Kino zu sehen.
Er ist verheiratet mit Anita Barone, bekannt aus Familienstreit de Luxe. Mit ihr hat er zwei Kinder.

## Filmografie (Auswahl)
- 1991: Babe Ruth – Die Baseball-Legende (Babe Ruth)
- 1992: L.A. Law – Staranwälte, Tricks, Prozesse (L.A. Law, Fernsehserie)
- 1992: Cheers (Fernsehserie)
- 1994: Chasers – Zu sexy für den Knast (Chasers)
- 1994: Juniors freier Tag (Baby’s Day Out)
- 1994: Walker, Texas Ranger (Fernsehserie)
- 1994: Diagnose: Mord (Diagnosis Murder, Fernsehserie)
- 1995: JAG – Im Auftrag der Ehre (JAG, Fernsehserie)
- 1995–1996: Picket Fences – Tatort Gartenzaun (Picket Fences, Fernsehserie)
- 1996–2002: Emergency Room – Die Notaufnahme (ER, Fernsehserie, 15 Folgen)
- 1997: Cybill (Fernsehserie)
- 1997: True Women
- 1997: Plump Fiction
- 1998: Eine Hochzeit zum Verlieben (The Wedding Singer)
- 1998: New York Cops – NYPD Blue (NYPD Blue, Fernsehserie)
- 1998: Rude Awakening – Nur für Erwachsene (Rude Awakening, Fernsehserie)
- 1998: Anwaltsgeflüster – Ein Unrecht kommt selten allein (Legalese)
- 1999: Resurrection – Die Auferstehung (Resurrection)
- 1999: Millennium – Fürchte deinen Nächsten wie Dich selbst (Millennium, Fernsehserie)
- 1999–2002: Ein Hauch von Himmel (Touched By An Angel, Fernsehserie)
- 2000: The Huntress (Fernsehserie)
- 2000: Charmed – Zauberhafte Hexen (Charmed, Fernsehserie)
- 2001: Rock Star
- 2001: Mister Undercover (Corky Romano)
- 2002: Frauenpower (Family Law, Fernsehserie)
- 2002: Akte X – Die unheimlichen Fälle des FBI (The X-Files, Fernsehserie)
- 2002: Crossing Jordan – Pathologin mit Profil (Crossing Jordan, Fernsehserie)
- 2003: Will & Grace (Fernsehserie)
- 2003: The Shield – Gesetz der Gewalt (The Shield, Fernsehserie)
- 2003: The West Wing – Im Zentrum der Macht (The West Wing, Fernsehserie)
- 2005: CSI: Den Tätern auf der Spur (CSI: Crime Scene Investigation, Fernsehserie)
- 2005: Las Vegas (Fernsehserie)
- 2005: E-Ring – Military Minds (E-Ring, Fernsehserie)
- 2006: Diggers
- 2006: Stargate – Kommando SG-1 (Stargate SG-1, Fernsehserie)
- 2006: Cold Case – Kein Opfer ist je vergessen (Cold Case, Fernsehserie)
- 2007: The New Adventures of Old Christine (Fernsehserie)
- 2008: Visioneers – Wer wird denn gleich in die Luft gehen (Visioneers)
- 2008: Get Smart
- 2009: Nip/Tuck – Schönheit hat ihren Preis (Fernsehserie, 2 Folgen)
- 2009: Suits (Fernsehserie, 1 Folge)
- 2011: Desperate Housewives (Fernsehserie, 2 Folgen)
- 2011: Criminal Minds (Fernsehserie)
- 2011: Zack & Cody – Der Film (The Suite Life Movie)
- 2012: Argo
- 2013: Shameless (Fernsehserie, 1 Folge)
- 2014: Mad Men (Fernsehserie, The Strategy, Staffel 7)
- 2016: Jimmy Vestvood: Amerikan Hero
- 2016: The Dog Lover
- 2016: The Thinning
- 2018: Funny Story
- 2018: Dirt
- 2018: Aufbruch zum Mond (First Man)
- seit 2018: The Rookie (Fernsehserie, 11 Folgen)
- 2018: The Thinning: New World Order
- 2019: International Falls
- 2020: Safety
- 2020: Uncorked
- 2022: I Believe in Santa
- 2023: Big George Foreman